# Asociación Nacional Social
La Asociación Nacional Social (en alemán: Nationalsozialer Verein, abreviado NSV) fue un partido político creado en el Imperio alemán, fundado en 1896 por Friedrich Naumann. Sintetizaba en su programa el liberalismo, el nacionalismo alemán y el socialismo no marxista, a partir de los valores del cristianismo reformado. Su objetivo era favorecer a los trabajadores con reformas, evitando la lucha de clases. 
El NSV tuvo una corta existencia y nunca creció más allá de un grupo de intelectuales, quienes no lograron apoyo popular en las elecciones.

## Historia
En la segunda mitad del siglo XIX Alemania vivió una rápida industrialización, la cual trajo consigo el incremento de los problemas sociales. Como resultado de esto, trabajadores e intelectuales fundaron el Partido Socialdemócrata de Alemania (SPD), ilegalizado por el gobierno del canciller Otto von Bismarck. Después de la legalización del partido en 1890 (el año en que Bismarck renunció), disfrutó de un éxito electoral considerable, destacándose por sus políticas marxistas, consideradas una amenaza por los sectores más tradicionales.
En 1896, Friedrich Naumann fundó la "Asociación Nacional Social". Su creación fue una reacción al ascenso del socialismo y un intento de ofrecer al electorado (principalmente a quienes se incorporaban a la clase obrera) una alternativa moderada basada en el liberalismo social, guiada por los principios del cristianismo reformado, en contraposición al ateísmo del SPD. El NSV estuvo muy influido por las teorías políticas de Max Weber, quien ayudó a la fundación del partido. De acuerdo con las enseñanzas de Weber, el partido creía que la clase obrera y la burguesía debían unir sus manos para así consolidar el Imperio alemán mediante un crecimiento económico y progreso social. Por lo tanto, el partido se esforzó por desmantelar las divisiones ideológicas entre los socialistas, la izquierda, nacionales liberales y partidos cristianos.
La ideología de la asociación fue etiquetada como "socialismo nacional sobre una base cristiana" (Nationaler Sozialismus auf Christlicher Grundlage) y como "imperialismo social" (Soziales Kaisertum), más tarde como "liberalismo integral proletario-burgués" (proletarisch- bürgerlicher Gesamtliberalismus), es decir, una mezcla de nacionalismo, socialismo cristiano y liberalismo social. Así, el partido de Naumann abogó por un papel más importante para el Parlamento, pero no cuestionó la posición de liderazgo del monarca.
En las elecciones al Reichstag de 1898 y 1903 los candidatos de la asociación no lograron ganar escaños y Naumann disolvió el partido, fusionándose con la centrista y liberal Unión Librepensadora (Freisinnige Vereinigung, FrVgg).
A pesar de su nombre, la Asociación Nacional-Social se consideraba un partido liberal, y no tuvo ninguna relación con el Partido Nacionalsocialista Obrero Alemán, creado posteriormente, a excepción de su rechazo al marxismo y la pretensión de estatus de gran potencia para el Imperio alemán.

## Publicaciones
Las publicaciones del partido incluían el semanario Die Hilfe y el diario de corta duración Die Zeit ("El Tiempo"). Además, hubo una serie de periódicos regionales y locales que tenían estrechos vínculos con la asociación. Die Hilfe sobrevivió a la desaparición del partido y siguió defendiendo la ideología de Naumann.

## Miembros notables
| - Wilhelm Bousset - Ludwig Curtius - Martin Dibelius - Adolf Damaschke - Gustav Adolf Deissmann - Gustav Frenssen - Heinrich Gelzer | - Hellmut von Gerlach - Paul Göhre - Caspar René Gregory - Theodor Heuss - Max Maurenbrecher - Friedrich Naumann - Karl Rathgen | - Wilhelm Rein - Rudolph Sohm - Gustav Stresemann - Ferdinand Tönnies - Gottfried Traub - Max Weber - Johannes Weiss |